# Mauro Camoranesi
Mauro Germán Camoranesi Serra (Tandil, 4 ottobre 1976) è un allenatore di calcio ed ex calciatore argentino naturalizzato italiano, di ruolo centrocampista, tecnico dell'Anorthōsis. Con la nazionale italiana si è laureato campione del mondo nel 2006.
Esterno destro rapido, l'esordio da professionista avviene in Messico, al Santos Laguna, dopo essersi formato in club argentini. Nel 1997 si trasferisce a Montevideo, Uruguay. Nello stesso anno torna in Argentina, firmando per il Banfield: 16 reti in 38 incontri convincono il Cruz Azul ad acquistarlo. L'esterno fa così ritorno anche in Messico, dove gioca tra il 1998 e il 2000, prima di trasferirsi in Italia, al Verona nel 2000. In Veneto è schierato subito titolare: 51 incontri e 7 gol in Serie A. Approda alla Juventus, dove vince subito campionato e Supercoppa italiana nel 2003; nel 2006, con la retrocessione d'ufficio del club torinese in Serie B, l'italo-argentino resta e contribuisce alla risalita verso la massima divisione. Dopo 288 presenze e 32 gol in maglia bianconera, nel 2010 si trasferisce in Germania, allo Stoccarda; quindi decide di fare ritorno nel Paese di nascita per terminare la carriera.
Dal 2003 al 2010 ha militato nella nazionale italiana, per un totale di 55 partite e 4 gol. Con l'Italia ha disputato due Europei (2004 e 2008), due Mondiali (quello del 2006, vinto in Germania da protagonista, e quello del 2010) e la Confederations Cup 2009.

## Biografia
È nato in Argentina in una famiglia di sportivi: il padre Juan Carlos Camoranesi era un calciatore che ha giocato a livelli dilettantistici, mentre lo zio, Néstor Gomez, ha giocato nel massimo campionato argentino. Ha origini italiane da parte del bisnonno paterno Luigi, nato a Potenza Picena (MC) nel 1873 e morto nel 1953 a Villa Mitre, in Argentina.

## Caratteristiche tecniche

### Giocatore
Calciatore che aveva nella tenacia una delle caratteristiche principali del suo stile di gioco, Camoranesi era un esterno di fascia, prevalentemente a destra, dalla spiccata propensione offensiva, avvezzo a virtuosismi tecnici e a rifinire per i compagni, oltreché essere egli stesso capace di trovare con discreta frequenza la via del gol.

## Carriera

### Giocatore

#### Club

##### Esordi in Sudamerica
Muove i primi passi nelle giovanili del Gymnasia Y Esgrima, in Argentina. Nel 1994, quando militava tra le file del settore giovanile dell'Aldosivi, fu autore, nel derby contro l'Alvarado, di un intervento falloso che causò la rottura di menisco e tendine del ginocchio del giocatore avversario Roberto Pizzo, che poté tornare all'attività fisica solo dopo una lunghissima rieducazione e fu costretto a smettere di giocare. A sedici anni di distanza il giocatore è stato condannato a versare 50 000 dollari (pari a 38 000 euro) per danni fisici: a Pizzo, infatti, restò il 39% di invalidità al ginocchio.
Sigla il suo primo contratto da professionista in Messico nel Santos Laguna (1996-1997). In seguito si accorda con i Montevideo Wanderers. Nei Bohemios gioca solo alcune partite di Primera División Uruguaya in quanto, dopo aver subito 10 giornate di squalifica per un pestone a un arbitro, l'esperienza si interrompe. Dopo una parentesi in patria nella stagione 1997-1998 al Banfield, torna in Messico ingaggiato dal Cruz Azul, squadra nella quale realizza 32 reti in 78 partite.

##### Verona

Camoranesi al Verona nel 2000

Nell'estate del 2000, viene acquistato dal Verona. Con la nuova maglia esordisce in Serie A il 22 ottobre 2000 in Verona-Lazio 2-0 subentrando al 71' al posto di Vincenzo Italiano. Il 12 novembre arriva anche il suo primo gol in Serie A che vale il 2-2 finale in Vicenza-Verona. La squadra si salva dopo lo spareggio con la Reggina. In quella stagione realizza 22 presenze e 4 gol. Il 25 giugno 2001 viene riscattato l'intero cartellino dal Cruz Azul per 6 miliardi di lire.
Nella stagione 2001-2002, retrocede con il Verona in Serie B.

##### Juventus
L'11 luglio 2002 passa alla Juventus in compartecipazione per 4 milioni di euro, per sostituire l'infortunato Gianluca Zambrotta. Esordisce con la maglia della Juventus il 15 settembre 2002 in Juventus-Atalanta (3-0). A Torino, sotto la guida tecnica di Marcello Lippi, è subito titolare, disputando nella sua prima stagione tra le file bianconere, tra campionato e coppe, 45 partite, mettendo a segno 4 reti e vincendo il suo primo scudetto. Ha inoltre modo di giocare titolare al posto dello squalificato Nedved la finale di Champions League a Manchester, poi persa ai rigori contro il Milan. Il 25 giugno 2003 viene riscattata la seconda metà del cartellino per 4,5 milioni di euro più un giovane della squadra Primavera bianconera.

Camoranesi agli esordi con la Juventus nel 2002

Nelle stagioni a seguire, con la Juventus conquista altri due scudetti nel 2004-2005 e nel 2005-2006, ma il primo viene revocato e il secondo non assegnato ai bianconeri, che vengono declassati in ultima posizione in seguito alle sanzioni di Calciopoli.
Nella stagione 2006-2007, nonostante le sue richieste di cessione dopo la retrocessione nella serie cadetta, rimane nella squadra bianconera e realizza 4 gol contribuendo alla vittoria del campionato e alla promozione.
Nella stagione del ritorno in Serie A segna al Sant'Elia contro Cagliari, Milan e nel Derby d'Italia contro l'Inter in cui sigla il gol del pareggio, ma gioca solo poche partite, condizionato dagli infortuni. Rientra in campo dopo un lungo stop causato dalla lesione del retto femorale alla fine di gennaio 2008 in Coppa Italia contro l'Inter, partita in cui viene espulso pochi minuti dopo l'ingresso in campo. Il 22 marzo sigla uno dei due gol con cui la Juventus vince al Meazza contro i nerazzurri. Termina la sua sesta stagione in bianconero con 22 presenze e 5 reti.
Durante la stagione 2008-2009 è vittima di diversi infortuni: dopo la sconfitta con il Palermo del 5 ottobre si procura una lesione di primo grado al bicipite femorale della coscia destra e ritorna pienamente disponibile a novembre inoltrato. Gioca la prima partita da titolare dopo lo stop il 29 novembre nella vittoria per 4-0 sulla Reggina, gara in cui si procura un nuovo infortunio dopo 4 minuti di gioco: lussazione acromion-claveare destra di primo grado, rimanendo in campo fino al termine del primo tempo e realizza il gol del vantaggio bianconero, suo primo gol stagionale.

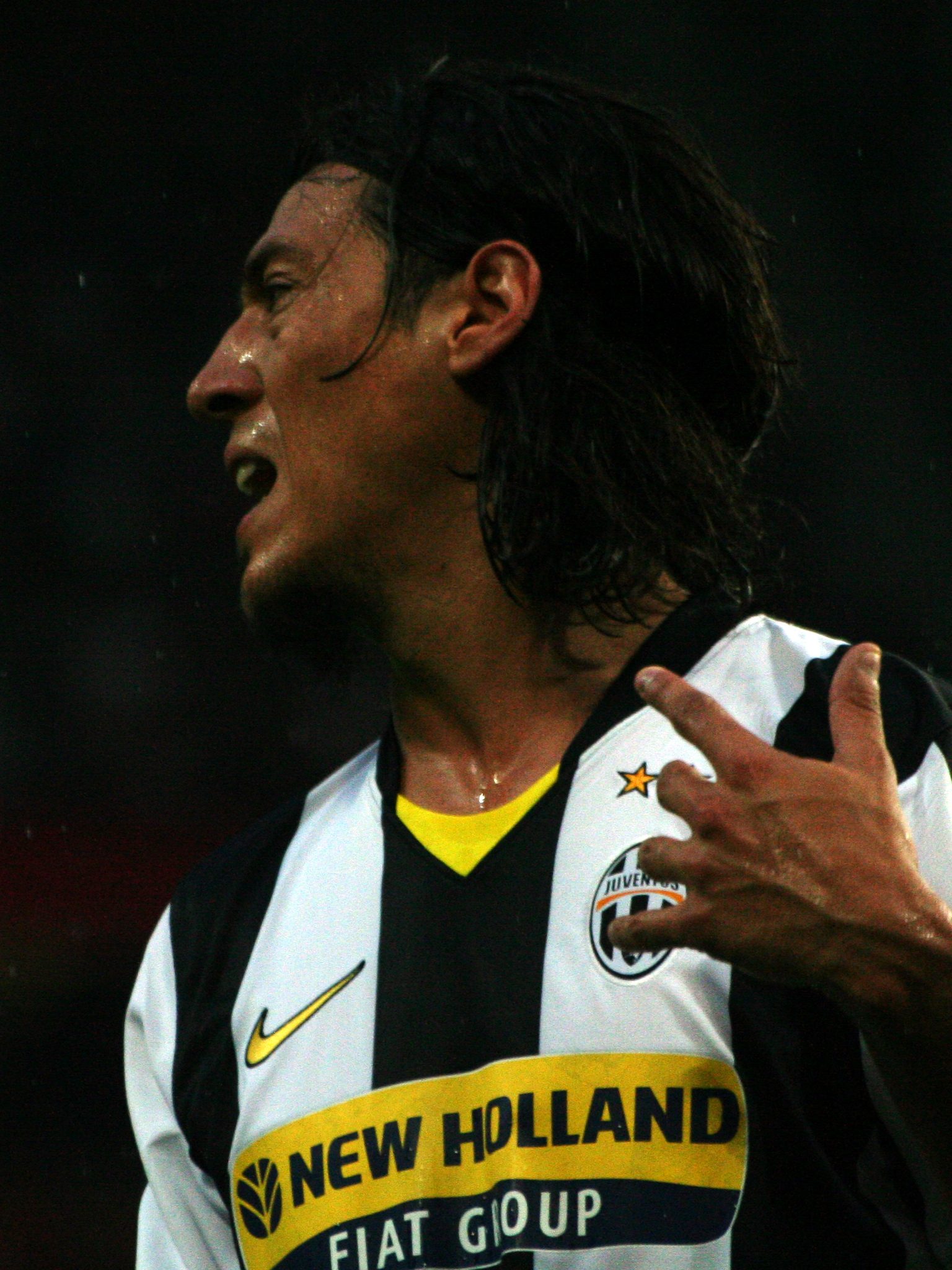
Camoranesi in maglia juventina nel 2008

Nella stagione successiva viene impiegato spesso come esterno nel rombo di centrocampo, in modo da favorire l'inserimento del trequartista brasiliano Diego. Realizza il suo primo gol stagionale il 28 ottobre 2009 contro la Sampdoria (5-1) su assist di Sebastian Giovinco. In Champions League, nel quarto turno della fase a gironi, realizza contro il Maccabi Haifa il gol della vittoria juventina. Pochi giorni dopo realizza a Bergamo contro l'Atalanta (2-5) la sua seconda doppietta in Serie A contro quest'ultima.
Con la maglia bianconera in 8 stagioni colleziona 223 presenze e 27 gol in campionato, 11 presenze e un gol in Coppa Italia, 50 presenze e 4 gol nelle coppe europee e 3 presenze nella Supercoppa italiana per un totale di 288 presenze e 32 gol.

##### Stoccarda
Il 31 agosto 2010 viene ceduto a titolo definitivo allo Stoccarda, dove ritrova l'ex compagno bianconero Cristian Molinaro. Debutta in Bundesliga in data 11 settembre, schierato titolare nella sfida persa per 2-1 in casa del Friburgo. L'esperienza in Germania, dove Camoranesi totalizza 14 presenze tra campionato, Coppa di Germania ed Europa League, si chiude dopo appena 4 mesi, infatti il 26 gennaio 2011 rescinde consensualmente il contratto che lo legava alla società.

##### Lanús, Racing Club e ritiro
Il 2 febbraio firma per il Lanús. Debutta nel campionato argentino nella partita Lanus-Arsenal Sarandí del 14 febbraio quando, entrato al 37' del secondo tempo, fornisce un assist che la sua squadra converte nel secondo gol, in una partita vinta per 3-1. Il 23 luglio si rende protagonista di un brutto episodio: durante un'amichevole pre-campionato contro l'All Boys l'italo-argentino colpisce con due pugni al volto l'uruguayano Juan Pablo Rodríguez Conde, facendo scaturire una rissa conclusasi con la sospensione della partita. L'ex giocatore della Juventus ha poi proseguito lo scontro negli spogliatoi. Il 27 ottobre in Lanús-Racing Club dopo essere stato espulso colpisce con un calcio al volto l'avversario Patricio Toranzo e uscendo dal campo litiga con l'allenatore del Racing Diego Simeone. Conclude il suo anno al Lanús con 42 presenze (divise tra Apertura, Chiusura, Copa Libertadores e Copa Sudamericana), una rete e 12 assist.
Il 22 luglio 2012 viene ceduto allo stesso Racing Club, dove si conferma titolare della squadra. Realizza la sua prima rete in maglia biancoceleste il 2 dicembre nella sfida casalinga contro la formazione dell'All Boys, partita che verrà vinta dai padroni di casa per 3-1. Il 13 febbraio 2014 ufficializza il ritiro dal calcio giocato al termine stagione, ma il 16 aprile viene messo fuori rosa per aver criticato il tecnico Merlo.

#### Nazionale

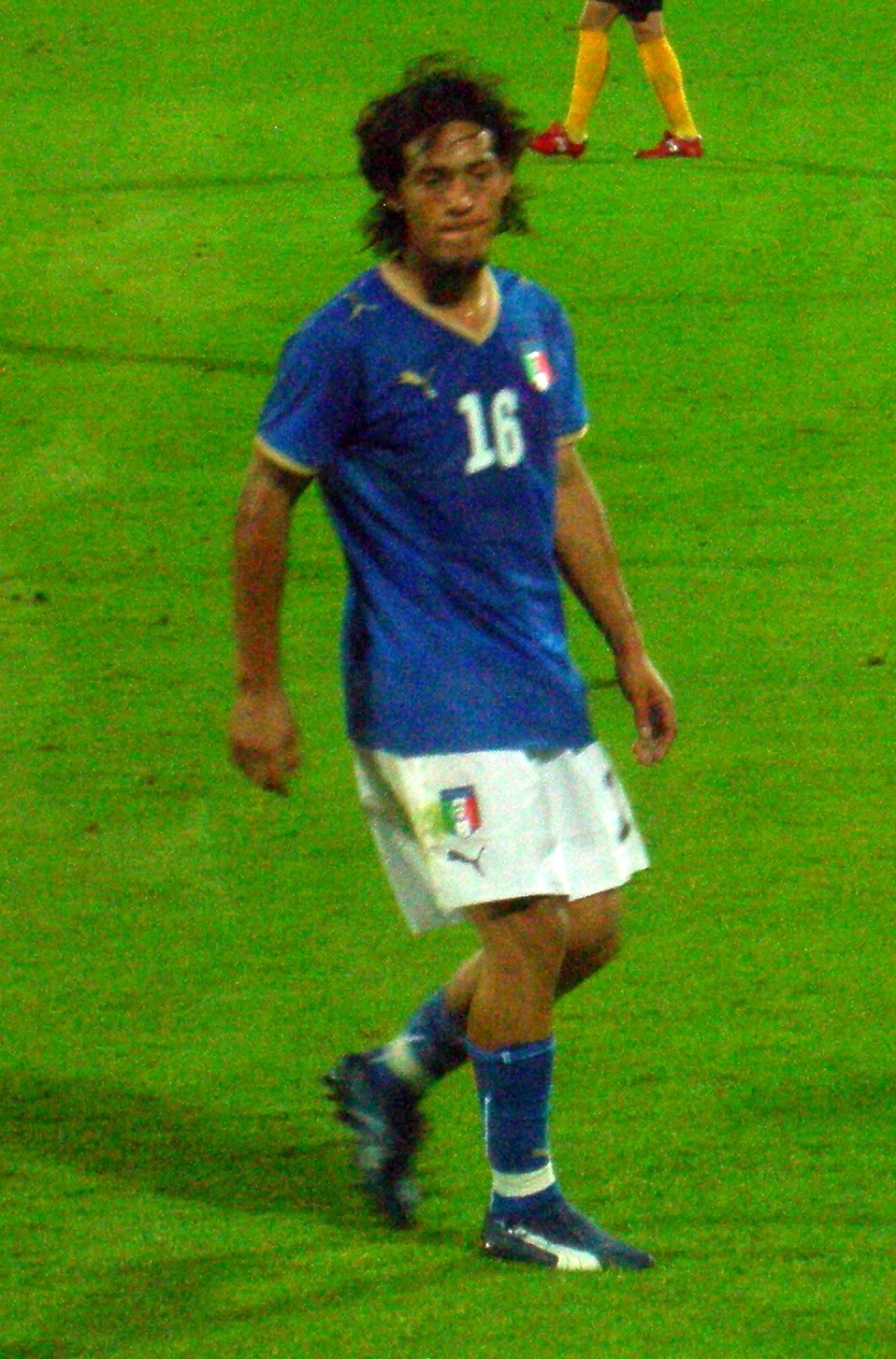
Camoranesi in maglia azzurra nell'amichevole del 2008 contro il.

Ignorato dallo staff tecnico dell'Argentina, suo paese di provenienza, grazie alla legge che attribuisce la cittadinanza italiana a chi abbia almeno un ascendente italiano, diventa a tutti gli effetti cittadino italiano.
Ciò gli permette di venire convocato dal commissario tecnico della Nazionale italiana Giovanni Trapattoni, che lo fa esordire il 12 febbraio 2003, a 26 anni, nella partita amichevole Italia-Portogallo (1-0), disputata a Genova, quasi 40 anni dopo Angelo Sormani, l'ultimo oriundo a vestire la maglia azzurra prima di lui. Dopo il suo inserimento nel gruppo viene convocato per l'Europeo 2004, dove l'Italia esce nella fase a gironi.
Confermato da Marcello Lippi, diventato c.t. dopo l'Europeo, partecipa al vittorioso Mondiale 2006 in Germania, giocando stabilmente da titolare sulla fascia destra e scendendo in campo nella finale del 9 luglio 2006 all'Olympiastadion di Berlino contro la Francia.
Viene considerato un punto fermo anche sotto la gestione del nuovo c.t. Roberto Donadoni, che lo convoca per l'Europeo 2008, dove l'Italia esce ai quarti di finale contro i futuri campioni della Spagna.
Con Lippi, tornato alla guida degli Azzurri, prende parte alla Confederations Cup 2009 in Sudafrica, dove l'Italia viene eliminata al primo turno.
Il 10 ottobre 2009 segna un gol nella gara contro l'Irlanda (2-2) che certifica la qualificazione al Mondiale 2010, sempre in Sudafrica. A 33 anni partecipa al suo secondo campionato mondiale, scendendo in campo nelle prime due partite del girone; non viene invece impiegato nella terza, la sconfitta per 3-2 contro la Slovacchia che sancisce l'eliminazione dell'Italia, e dopo 7 anni di militanza annuncia l'addio alla nazionale.
Nella storia della Nazionale italiana è il secondo oriundo con più presenze dopo Jorginho, a quota 55. È il settimo oriundo e unico nel dopoguerra ad aver vinto un campionato del mondo con la maglia azzurra (per gli altri bisogna risalire ai campionati del mondo del 1934 e 1938, quando lo vinsero Anfilogino Guarisi, Atilio Demaría, Enrique Guaita, Luis Monti, Raimundo Orsi e Michele Andreolo).

### Allenatore
Il 15 dicembre 2014 inizia la sua prima esperienza da allenatore, nella serie cadetta messicana, guidando il Coras de Tepic. Si dimette il 19 agosto 2015 mezz'ora prima del match contro il Guadalajara.
Il 21 dicembre dello stesso anno diventa ufficialmente il nuovo allenatore del Tigre nella Primera División, la massima serie del campionato argentino. Il 17 marzo 2016 viene sollevato dall'incarico, dopo aver ottenuto soltanto 5 punti in sette partite di campionato.
Il 31 agosto 2016 diventa il nuovo allenatore del Cafetaleros (C), formazione della seconda divisione messicana. Si dimette il 24 gennaio 2017.
Nell'ottobre 2017 inizia a seguire a Coverciano il corso speciale per allenatori UEFA B/UEFA A, che abilita all'allenamento di tutte le formazioni giovanili, alle prime squadre fino alla Serie C, e alla posizione di allenatore in seconda in Serie B e Serie A. Il 15 dicembre consegue la licenza. Il 5 novembre 2018 inizia il corso da allenatore di prima categoria UEFA PRO.
Il 3 gennaio 2020 viene scelto come nuovo tecnico del Tabor Sežana, terzultimo nella massima divisione slovena con 19 punti. Ad una giornata dalla fine del campionato la squadra si salva, avendo raggiunto la settima posizione con 46 punti.
Il 3 settembre diventa il nuovo allenatore del Maribor. Dopo aver condotto in testa gran parte del campionato, viene esonerato il 24 febbraio 2021 con la squadra in seconda posizione a soli due punti dalla capolista.
Il 5 luglio 2022 diventa vice allenatore del Olympique Marsiglia al seguito di Igor Tudor. Tuttavia una settimana dopo, senza neppure iniziare la preparazione, annuncia di aver deciso di lasciare il club francese per proseguire la carriera come capo allenatore.
Il 5 giugno 2023, viene ufficializzato il suo ingaggio come allenatore del Floriana, militante nella BOV Premier League, il massimo campionato maltese. Dopo aver concluso il campionato al secondo posto, il 15 maggio 2024 Camoranesi interrompe consensualmente il proprio accordo con il club.
Il 1º ottobre 2024, viene ingaggiato come nuovo tecnico del Karmiōtissa, squadra militante nella prima divisione cipriota. Dopo appena 21 giorni e due partite, decide di risolvere il contratto con la formazione cipriota.
Il 27 novembre 2024 torna a Cipro, questa volta sulla panchina dell'Anorthōsis, con cui sottoscrive un contratto fino al termine della stagione.

### Dopo il ritiro
Nell'agosto 2018 diventa opinionista della piattaforma DAZN per il campionato italiano di Serie A.

## Statistiche

### Presenze e reti nei club
| Stagione           | Squadra              | Campionato         | Campionato | Campionato | Coppe nazionali | Coppe nazionali | Coppe nazionali | Coppe continentali | Coppe continentali | Coppe continentali | Altre coppe | Altre coppe | Altre coppe | Totale | Totale |
| Stagione           | Squadra              | Comp               | Pres       | Reti       | Comp            | Pres            | Reti            | Comp               | Pres               | Reti               | Comp        | Pres        | Reti        | Pres   | Reti   |
| ------------------ | -------------------- | ------------------ | ---------- | ---------- | --------------- | --------------- | --------------- | ------------------ | ------------------ | ------------------ | ----------- | ----------- | ----------- | ------ | ------ |
| 1994-1995          | Aldosivi             | BN                 | 31         | 0          | -               | -               | -               | -                  | -                  | -                  | -           | -           | -           | 31     | 0      |
| 1996-1997          | Santos Laguna        | PD                 | 13         | 1          | CM              | ?               | ?               | -                  | -                  | -                  | -           | -           | -           | 13     | 1      |
| 1997               | Montevideo Wanderers | PD                 | 6          | 1          | CU              | ?               | ?               | -                  | -                  | -                  | -           | -           | -           | 6      | 1      |
| 1997-1998          | Banfield             | BN                 | 38         | 16         | -               | -               | -               | -                  | -                  | -                  | -           | -           | -           | 38     | 16     |
| 1998-1999          | Cruz Azul            | PD                 | 39         | 11         | -               | -               | -               | -                  | -                  | -                  | -           | -           | -           | 39     | 11     |
| 1999-2000          | Cruz Azul            | PD                 | 36         | 10         | -               | -               | -               | -                  | -                  | -                  | -           | -           | -           | 36     | 10     |
| Totale Cruz Azul   | Totale Cruz Azul     | Totale Cruz Azul   | 75         | 21         |                 | -               | -               |                    | -                  | -                  |             | -           | -           | 75     | 21     |
| 2000-2001          | Verona               | A                  | 22         | 4          | CI              | 1               | 0               | -                  | -                  | -                  | -           | -           | -           | 23     | 4      |
| 2001-2002          | Verona               | A                  | 29         | 3          | CI              | 1               | 0               | -                  | -                  | -                  | -           | -           | -           | 30     | 3      |
| Totale Verona      | Totale Verona        | Totale Verona      | 51         | 7          |                 | 2               | 0               |                    | -                  | -                  |             | -           | -           | 53     | 7      |
| 2002-2003          | Juventus             | A                  | 30         | 4          | CI              | 1               | 0               | UCL                | 13                 | 1                  | SI          | 1           | 0           | 45     | 5      |
| 2003-2004          | Juventus             | A                  | 26         | 3          | CI              | 5               | 1               | UCL                | 4                  | 0                  | SI          | 1           | 0           | 36     | 4      |
| 2004-2005          | Juventus             | A                  | 36         | 4          | CI              | 1               | 0               | UCL                | 9                  | 1                  | -           | -           | -           | 46     | 5      |
| 2005-2006          | Juventus             | A                  | 34         | 3          | CI              | 0               | 0               | UCL                | 9                  | 0                  | SI          | 1           | 0           | 44     | 3      |
| 2006-2007          | Juventus             | B                  | 33         | 4          | CI              | 2               | 0               | -                  | -                  | -                  | -           | -           | -           | 35     | 4      |
| 2007-2008          | Juventus             | A                  | 22         | 5          | CI              | 1               | 0               | -                  | -                  | -                  | -           | -           | -           | 23     | 5      |
| 2008-2009          | Juventus             | A                  | 19         | 1          | CI              | 1               | 0               | UCL                | 6                  | 1                  | -           | -           | -           | 26     | 2      |
| 2009-2010          | Juventus             | A                  | 24         | 3          | CI              | 0               | 0               | UCL+UEL            | 6+3                | 1+0                | -           | -           | -           | 33     | 4      |
| Totale Juventus    | Totale Juventus      | Totale Juventus    | 224        | 27         |                 | 11              | 1               |                    | 50                 | 4                  |             | 3           | 0           | 288    | 32     |
| 2010-gen. 2011     | Stoccarda            | BL                 | 7          | 0          | CG              | 1               | 0               | UEL                | 6                  | 0                  | -           | -           | -           | 14     | 0      |
| 2011               | Lanús                | PD                 | 17         | 0          | -               | -               | -               | -                  | -                  | -                  | -           | -           | -           | 17     | 0      |
| 2011-2012          | Lanús                | PD                 | 18         | 0          | CA              | 0               | 0               | CL+CS              | 5+2                | 1+0                | -           | -           | -           | 25     | 1      |
| Totale Lanús       | Totale Lanús         | Totale Lanús       | 35         | 0          |                 | -               | -               |                    | 7                  | 1                  |             | -           | -           | 42     | 1      |
| 2012               | Racing Club          | PD                 | -          | -          | CA              | 1               | 0               | -                  | -                  | -                  | -           | -           | -           | 1      | 0      |
| 2012-2013          | Racing Club          | PD                 | 27         | 3          | CA              | -               | -               | CS                 | 1                  | 0                  | -           | -           | -           | 28     | 3      |
| Totale Racing Club | Totale Racing Club   | Totale Racing Club | 27         | 3          |                 | 1               | 0               |                    | 1                  | 0                  |             | -           | -           | 29     | 3      |
| Totale carriera    | Totale carriera      | Totale carriera    | 507        | 76         |                 | 15+             | 1+              |                    | 64                 | 5                  |             | 3           | 0           | 589+   | 82+    |

### Cronologia presenze e reti in nazionale
| Cronologia completa delle presenze e delle reti in nazionale ― Italia | Cronologia completa delle presenze e delle reti in nazionale ― Italia | Cronologia completa delle presenze e delle reti in nazionale ― Italia | Cronologia completa delle presenze e delle reti in nazionale ― Italia | Cronologia completa delle presenze e delle reti in nazionale ― Italia | Cronologia completa delle presenze e delle reti in nazionale ― Italia | Cronologia completa delle presenze e delle reti in nazionale ― Italia | Cronologia completa delle presenze e delle reti in nazionale ― Italia |
| Data                                                                  | Città                                                                 | In casa                                                               | Risultato                                                             | Ospiti                                                                | Competizione                                                          | Reti                                                                  | Note                                                                  |
| --------------------------------------------------------------------- | --------------------------------------------------------------------- | --------------------------------------------------------------------- | --------------------------------------------------------------------- | --------------------------------------------------------------------- | --------------------------------------------------------------------- | --------------------------------------------------------------------- | --------------------------------------------------------------------- |
| 12-2-2003                                                             | Genova                                                                | Italia                                                                | 1 – 0                                                                 | Portogallo                                                            | Amichevole                                                            | -                                                                     | 81’                                                                   |
| 29-3-2003                                                             | Palermo                                                               | Italia                                                                | 2 – 0                                                                 | Finlandia                                                             | Qual. Euro 2004                                                       | -                                                                     |                                                                       |
| 20-8-2003                                                             | Stoccarda                                                             | Germania                                                              | 0 – 1                                                                 | Italia                                                                | Amichevole                                                            | -                                                                     | 64’                                                                   |
| 6-9-2003                                                              | Milano                                                                | Italia                                                                | 4 – 0                                                                 | Galles                                                                | Qual. Euro 2004                                                       | -                                                                     |                                                                       |
| 10-9-2003                                                             | Belgrado                                                              | Serbia e Montenegro                                                   | 1 – 1                                                                 | Italia                                                                | Qual. Euro 2004                                                       | -                                                                     | 51’                                                                   |
| 11-10-2003                                                            | Reggio Calabria                                                       | Italia                                                                | 4 – 0                                                                 | Azerbaigian                                                           | Qual. Euro 2004                                                       | -                                                                     | 86’                                                                   |
| 31-3-2004                                                             | Braga                                                                 | Portogallo                                                            | 1 – 2                                                                 | Italia                                                                | Amichevole                                                            | -                                                                     | 59’                                                                   |
| 30-5-2004                                                             | Tunisi                                                                | Tunisia                                                               | 0 – 4                                                                 | Italia                                                                | Amichevole                                                            | -                                                                     | 74’                                                                   |
| 14-6-2004                                                             | Guimarães                                                             | Danimarca                                                             | 0 – 0                                                                 | Italia                                                                | Euro 2004 - 1º turno                                                  | -                                                                     | 68’                                                                   |
| 18-6-2004                                                             | Porto                                                                 | Italia                                                                | 1 – 1                                                                 | Svezia                                                                | Euro 2004 - 1º turno                                                  | -                                                                     | 82’                                                                   |
| 9-10-2004                                                             | Celje                                                                 | Slovenia                                                              | 1 – 0                                                                 | Italia                                                                | Qual. Mondiali 2006                                                   | -                                                                     | 83’                                                                   |
| 26-3-2005                                                             | Milano                                                                | Italia                                                                | 2 – 0                                                                 | Scozia                                                                | Qual. Mondiali 2006                                                   | -                                                                     |                                                                       |
| 4-6-2005                                                              | Oslo                                                                  | Norvegia                                                              | 0 – 0                                                                 | Italia                                                                | Qual. Mondiali 2006                                                   | -                                                                     | 44’                                                                   |
| 3-9-2005                                                              | Glasgow                                                               | Scozia                                                                | 1 – 1                                                                 | Italia                                                                | Qual. Mondiali 2006                                                   | -                                                                     | 60’                                                                   |
| 7-9-2005                                                              | Minsk                                                                 | Bielorussia                                                           | 1 – 4                                                                 | Italia                                                                | Qual. Mondiali 2006                                                   | 1                                                                     | 83’                                                                   |
| 8-10-2005                                                             | Palermo                                                               | Italia                                                                | 1 – 0                                                                 | Slovenia                                                              | Qual. Mondiali 2006                                                   | -                                                                     |                                                                       |
| 12-11-2005                                                            | Amsterdam                                                             | Paesi Bassi                                                           | 1 – 3                                                                 | Italia                                                                | Amichevole                                                            | -                                                                     | 23’ 79’                                                               |
| 16-11-2005                                                            | Ginevra                                                               | Italia                                                                | 1 – 1                                                                 | Costa d'Avorio                                                        | Amichevole                                                            | -                                                                     | 46’                                                                   |
| 1-3-2006                                                              | Firenze                                                               | Italia                                                                | 4 – 1                                                                 | Germania                                                              | Amichevole                                                            | -                                                                     | 89’                                                                   |
| 31-5-2006                                                             | Ginevra                                                               | Svizzera                                                              | 1 – 1                                                                 | Italia                                                                | Amichevole                                                            | -                                                                     | 46’                                                                   |
| 2-6-2006                                                              | Losanna                                                               | Italia                                                                | 0 – 0                                                                 | Ucraina                                                               | Amichevole                                                            | -                                                                     | 69’                                                                   |
| 12-6-2006                                                             | Hannover                                                              | Italia                                                                | 2 – 0                                                                 | Ghana                                                                 | Mondiali 2006 - 1º turno                                              | -                                                                     | 57’                                                                   |
| 22-6-2006                                                             | Amburgo                                                               | Rep. Ceca                                                             | 0 – 2                                                                 | Italia                                                                | Mondiali 2006 - 1º turno                                              | -                                                                     | 74’                                                                   |
| 30-6-2006                                                             | Amburgo                                                               | Italia                                                                | 3 – 0                                                                 | Ucraina                                                               | Mondiali 2006 - Quarti di finale                                      | -                                                                     | 68’                                                                   |
| 4-7-2006                                                              | Dortmund                                                              | Germania                                                              | 0 – 2 dts                                                             | Italia                                                                | Mondiali 2006 - Semifinale                                            | -                                                                     | 91’                                                                   |
| 9-7-2006                                                              | Berlino                                                               | Italia                                                                | 1 – 1 dts (5 – 3 dtr)                                                 | Francia                                                               | Mondiali 2006 - Finale                                                | -                                                                     | 86’                                                                   |
| 7-10-2006                                                             | Roma                                                                  | Italia                                                                | 2 – 0                                                                 | Ucraina                                                               | Qual. Euro 2008                                                       | -                                                                     | 74’                                                                   |
| 11-10-2006                                                            | Tbilisi                                                               | Georgia                                                               | 1 – 3                                                                 | Italia                                                                | Qual. Euro 2008                                                       | 1                                                                     | 87’                                                                   |
| 15-11-2006                                                            | Bergamo                                                               | Italia                                                                | 1 – 1                                                                 | Turchia                                                               | Amichevole                                                            | -                                                                     | 59’                                                                   |
| 28-3-2007                                                             | Bari                                                                  | Italia                                                                | 2 – 0                                                                 | Scozia                                                                | Qual. Euro 2008                                                       | -                                                                     |                                                                       |
| 8-9-2007                                                              | Milano                                                                | Italia                                                                | 0 – 0                                                                 | Francia                                                               | Qual. Euro 2008                                                       | -                                                                     | 58’                                                                   |
| 12-9-2007                                                             | Kiev                                                                  | Ucraina                                                               | 1 – 2                                                                 | Italia                                                                | Qual. Euro 2008                                                       | -                                                                     |                                                                       |
| 17-11-2007                                                            | Glasgow                                                               | Scozia                                                                | 1 – 2                                                                 | Italia                                                                | Qual. Euro 2008                                                       | -                                                                     | 83’                                                                   |
| 26-3-2008                                                             | Elche                                                                 | Spagna                                                                | 1 – 0                                                                 | Italia                                                                | Amichevole                                                            | -                                                                     |                                                                       |
| 30-5-2008                                                             | Firenze                                                               | Italia                                                                | 3 – 1                                                                 | Belgio                                                                | Amichevole                                                            | 1                                                                     | 61’                                                                   |
| 9-6-2008                                                              | Berna                                                                 | Paesi Bassi                                                           | 3 – 0                                                                 | Italia                                                                | Euro 2008 - 1º turno                                                  | -                                                                     | 75’                                                                   |
| 13-6-2008                                                             | Zurigo                                                                | Italia                                                                | 1 – 1                                                                 | Romania                                                               | Euro 2008 - 1º turno                                                  | -                                                                     | 85’                                                                   |
| 17-6-2008                                                             | Zurigo                                                                | Francia                                                               | 0 – 2                                                                 | Italia                                                                | Euro 2008 - 1º turno                                                  | -                                                                     | 63’                                                                   |
| 22-6-2008                                                             | Vienna                                                                | Spagna                                                                | 0 – 0 dts (4 – 2 dtr)                                                 | Italia                                                                | Euro 2008 - Quarti di finale                                          | -                                                                     | 58’                                                                   |
| 6-9-2008                                                              | Larnaca                                                               | Cipro                                                                 | 1 – 2                                                                 | Italia                                                                | Qual. Mondiali 2010                                                   | -                                                                     | 85’                                                                   |
| 10-9-2008                                                             | Udine                                                                 | Italia                                                                | 2 – 0                                                                 | Georgia                                                               | Qual. Mondiali 2010                                                   | -                                                                     |                                                                       |
| 19-11-2008                                                            | Atene                                                                 | Grecia                                                                | 1 – 1                                                                 | Italia                                                                | Amichevole                                                            | -                                                                     | 15’ 61’                                                               |
| 10-2-2009                                                             | Londra                                                                | Brasile                                                               | 2 – 0                                                                 | Italia                                                                | Amichevole                                                            | -                                                                     | 46’                                                                   |
| 10-6-2009                                                             | Pretoria                                                              | Italia                                                                | 4 – 3                                                                 | Nuova Zelanda                                                         | Amichevole                                                            | -                                                                     | 62’                                                                   |
| 15-6-2009                                                             | Pretoria                                                              | Stati Uniti                                                           | 1 – 3                                                                 | Italia                                                                | Conf. Cup 2009 - 1º turno                                             | -                                                                     | 57’                                                                   |
| 21-6-2009                                                             | Pretoria                                                              | Italia                                                                | 0 – 3                                                                 | Brasile                                                               | Conf. Cup 2009 - 1º turno                                             | -                                                                     |                                                                       |
| 12-8-2009                                                             | Basilea                                                               | Svizzera                                                              | 0 – 0                                                                 | Italia                                                                | Amichevole                                                            | -                                                                     | 31’                                                                   |
| 5-9-2009                                                              | Tbilisi                                                               | Georgia                                                               | 0 – 2                                                                 | Italia                                                                | Qual. Mondiali 2010                                                   | -                                                                     | 71’                                                                   |
| 9-9-2009                                                              | Torino                                                                | Italia                                                                | 2 – 0                                                                 | Bulgaria                                                              | Qual. Mondiali 2010                                                   | -                                                                     |                                                                       |
| 10-10-2009                                                            | Dublino                                                               | Irlanda                                                               | 2 – 2                                                                 | Italia                                                                | Qual. Mondiali 2010                                                   | 1                                                                     |                                                                       |
| 14-10-2009                                                            | Parma                                                                 | Italia                                                                | 3 – 2                                                                 | Cipro                                                                 | Qual. Mondiali 2010                                                   | -                                                                     | 46’                                                                   |
| 14-11-2009                                                            | Pescara                                                               | Italia                                                                | 0 – 0                                                                 | Paesi Bassi                                                           | Amichevole                                                            | -                                                                     | 87’                                                                   |
| 18-11-2009                                                            | Cesena                                                                | Italia                                                                | 1 – 0                                                                 | Svezia                                                                | Amichevole                                                            | -                                                                     | 77’                                                                   |
| 14-6-2010                                                             | Città del Capo                                                        | Italia                                                                | 1 – 1                                                                 | Paraguay                                                              | Mondiali 2010 - 1º turno                                              | -                                                                     | 59’ 71’                                                               |
| 20-6-2010                                                             | Nelspruit                                                             | Italia                                                                | 1 – 1                                                                 | Nuova Zelanda                                                         | Mondiali 2010 - 1º turno                                              | -                                                                     | 46’                                                                   |
| Totale                                                                |                                                                       | Presenze (45º posto)                                                  | 55                                                                    |                                                                       | Reti                                                                  | 4                                                                     |                                                                       |

### Statistiche da allenatore
Statistiche aggiornate al 23 ottobre 2024.
| Stagione              | Squadra               | Campionato            | Campionato | Campionato | Campionato | Campionato | Coppe nazionali | Coppe nazionali | Coppe nazionali | Coppe nazionali | Coppe nazionali | Coppe continentali | Coppe continentali | Coppe continentali | Coppe continentali | Coppe continentali | Altre coppe | Altre coppe | Altre coppe | Altre coppe | Altre coppe | Totale | Totale | Totale | Totale | % Vittorie | Piazzamento     |
| Stagione              | Squadra               | Comp                  | G          | V          | N          | P          | Comp            | G               | V               | N               | P               | Comp               | G                  | V                  | N                  | P                  | Comp        | G           | V           | N           | P           | G      | V      | N      | P      | %          | Piazzamento     |
| --------------------- | --------------------- | --------------------- | ---------- | ---------- | ---------- | ---------- | --------------- | --------------- | --------------- | --------------- | --------------- | ------------------ | ------------------ | ------------------ | ------------------ | ------------------ | ----------- | ----------- | ----------- | ----------- | ----------- | ------ | ------ | ------ | ------ | ---------- | --------------- |
| 2014-2015             | Coras de Tepic        | MX                    | 13         | 5          | 3          | 5          | C-MX            | 6               | 2               | 2               | 2               | -                  | -                  | -                  | -                  | -                  | -           | -           | -           | -           | -           | 19     | 7      | 5      | 7      | 36,84      | 10º             |
| lug.-ago. 2015        | Coras de Tepic        | MX                    | 3          | 0          | 3          | 0          | C-MX            | 3               | 0               | 1               | 2               | -                  | -                  | -                  | -                  | -                  | -           | -           | -           | -           | -           | 6      | 0      | 4      | 2      | &0,00      | Eson.           |
| Totale Coras de Tepic | Totale Coras de Tepic | Totale Coras de Tepic | 16         | 5          | 6          | 5          |                 | 9               | 2               | 3               | 4               |                    |                    |                    |                    |                    |             |             |             |             |             | 25     | 7      | 9      | 9      | 28,00      |                 |
| feb.-mar. 2016        | Tigre                 | PD                    | 7          | 1          | 2          | 4          | CA              | -               | -               | -               | -               | -                  | -                  | -                  | -                  | -                  | -           | -           | -           | -           | -           | 7      | 1      | 2      | 4      | 14,29      | Eson.           |
| sett. 2016-gen. 2017  | Cafetaleros (T)       | MX                    | 14         | 4          | 2          | 8          | -               | -               | -               | -               | -               | -                  | -                  | -                  | -                  | -                  | -           | -           | -           | -           | -           | 14     | 4      | 2      | 8      | 28,57      | Sub., Eson.     |
| feb.-lug. 2020        | Tabor Sežana          | 1.SNL                 | 16         | 8          | 3          | 5          | CS              | -               | -               | -               | -               | -                  | -                  | -                  | -                  | -                  | -           | -           | -           | -           | -           | 16     | 8      | 3      | 5      | 50,00      | Sub., 7º        |
| lug.-set. 2020        | Tabor Sežana          | 1.SNL                 | 2          | 1          | 0          | 1          | CS              | 0               | 0               | 0               | 0               | -                  | -                  | -                  | -                  | -                  | -           | -           | -           | -           | -           | 2      | 1      | 0      | 1      | 50,00      | Resc.           |
| Totale Tabor Sezana   | Totale Tabor Sezana   | Totale Tabor Sezana   | 18         | 9          | 3          | 6          |                 | 0               | 0               | 0               | 0               |                    |                    |                    |                    |                    |             |             |             |             |             | 18     | 9      | 3      | 6      | 50,00      |                 |
| set. 2020-feb. 2021   | Maribor               | 1.SNL                 | 20         | 10         | 6          | 4          | CS              | 1               | 1               | 0               | 0               | UEL                | -                  | -                  | -                  | -                  | -           | -           | -           | -           | -           | 21     | 11     | 6      | 4      | 52,38      | Sub., Eson.     |
| 2023-2024             | Floriana              | PLM                   | 26         | 18         | 3          | 5          | TM              | 5               | 3               | 2               | 0               | -                  | -                  | -                  | -                  | -                  | -           | -           | -           | -           | -           | 31     | 21     | 5      | 5      | 67,74      | 2º              |
| ott. 2024             | Karmiōtissa           | AK                    | 2          | 1          | 0          | 1          | KK              | 0               | 0               | 0               | 0               | -                  | -                  | -                  | -                  | -                  | -           | -           | -           | -           | -           | 2      | 1      | 0      | 1      | 50,00      | Sub., Risol.    |
| nov. 2024-2025        | Anorthōsis            | AK                    | 0          | 0          | 0          | 0          | KK              | 0               | 0               | 0               | 0               | -                  | -                  | -                  | -                  | -                  | -           | -           | -           | -           | -           | 0      | 0      | 0      | 0      | —          | Sub., in carica |
| Totale carriera       | Totale carriera       | Totale carriera       | 103        | 48         | 22         | 33         |                 | 15              | 6               | 5               | 4               |                    |                    |                    |                    |                    |             |             |             |             |             | 118    | 54     | 27     | 37     | 45,76      |                 |

## Palmarès

### Giocatore

#### Club
- Supercoppa italiana: 2

Juventus: 2002, 2003
- Campionato italiano: 1

Juventus: 2002-2003
- Campionato italiano: 1 (revocato)

Juventus: 2004-2005
- Campionato italiano di Serie B: 1

Juventus: 2006-2007

#### Nazionale
- Campionato mondiale: 1

Germania 2006

#### Individuale
- Guerin d'oro: 1

2008